# Cloniophorus mucheia overlaeti
Cloniophorus mucheia overlaeti es una subespecie de escarabajo longicornio del género Cloniophorus, tribu Callichromatini, subfamilia Cerambycinae. Fue descrita científicamente por Burgeon en 1931.

## Descripción
Mide 23 milímetros de longitud.

## Distribución
Se distribuye por República Democrática del Congo.